# 26 Batalion Celny
26 Batalion Celny – jednostka organizacyjna formacji granicznych II Rzeczypospolitej.

## Formowanie i zmiany organizacyjne
Na podstawie rozkazu Ministra Spraw Wojskowych L.7300/Mob. z dnia 9 czerwca 1921 w miejsce batalionów etapowych utworzone zostały bataliony celne. 26 batalion celny powstał w granicach DOG Lublin, a zorganizowano go na bazie II/II i VI/II batalionu etapowego. Etat batalionu wynosił 14 oficerów i 600 szeregowych. Podlegał Ministerstwu Spraw Wewnętrznych.
Mimo że batalion był w całym tego słowa znaczeniu oddziałem wojskowym, nie wchodził on w skład pokojowego etatu armii. Uniemożliwiało to uzupełnianie z normalnego poboru rekruta. Ministerstwo Spraw Wojskowych zarówno przy ich formowaniu, jak i uzupełnianiu przydzielało mu często żołnierzy podlegających zwolnieniu, oficerów rezerwy oraz szeregowców i oficerów zakwalifikowanych przez dowództwa okręgów generalnych jako nie nadających się do dalszej służby wojskowej.
W listopadzie 1921 Ministerstwo Spraw Wewnętrznych postanowiło powołać brygady celne. 26 batalion celny znalazł się w strukturze 6 Brygady Celnej. 
Wykonując postanowienia uchwały Rady Ministrów z 23 maja 1922, Minister Spraw Wewnętrznych rozkazem z 9 listopada 1922 zmienił nazwę „Baony Celne” na „Straż Graniczna”. Wprowadził jednocześnie w formacji nową organizację wewnętrzną. 26 batalion celny przemianowany został na 26 batalion Straży Granicznej.

## Służba celna
Odcinek batalionowy podzielony był na cztery pododcinki, które obsadzały kompanie wystawiające posterunki i patrole. Posterunki wystawiano wzdłuż linii granicznej w taki sposób, by mogły się nawzajem widzieć w dzień. W tym zakresie batalion współpracował z posterunkami i patrolami Policji Państwowej. Współpraca polegała na tym, że te pierwsze wystawiały wzdłuż linii granicznej stale posterunki i patrole, natomiast policja tworzyła je w głębi strefy, poza linią graniczną. W zakresie ochrony granicy batalion podlegał staroście.
Sąsiednie bataliony
- 25 batalion celny ⇔ 24 batalion celny – IX 1921
- 35 batalion celny ⇔ 36 batalion celny – XII 1921[10]

## Kadra batalionu
Dowódcy batalionu
| stopień | imię i nazwisko       | okres pełnienia służby | kolejne stanowisko |
| ------- | --------------------- | ---------------------- | ------------------ |
| kpt.    | Ignacy Stroemich      | IX 1921                |                    |
| płk     | Aleksander Szukiewicz | X 1921 – II 1922       |                    |
| płk     | Stanisław Kowalski    | III – X 1922           | emeryt             |

## Struktura organizacyjna
| Ordre de Bataille 26 batalionu celnego w Korcu na dzień 1 września 1921         | Ordre de Bataille 26 batalionu celnego w Korcu na dzień 1 września 1921 | Ordre de Bataille 26 batalionu celnego w Korcu na dzień 1 września 1921 | Ordre de Bataille 26 batalionu celnego w Korcu na dzień 1 września 1921 | Ordre de Bataille 26 batalionu celnego w Korcu na dzień 1 września 1921 |
| ------------------------------------------------------------------------------- | ----------------------------------------------------------------------- | ----------------------------------------------------------------------- | ----------------------------------------------------------------------- | ----------------------------------------------------------------------- |
| kompanie                                                                        | 1. Milatyn                                                              | 2. Majków                                                               | 3. Storożew                                                             | 4. Korzec                                                               |
| dowódcy                                                                         | por. Seweryn Białkowski                                                 | por. Józef Małachowski                                                  | kpt. Michał Komorowski                                                  | por. Michał Glass                                                       |
| placówki                                                                        | Wilbowno                                                                | Kuraż                                                                   | hut. Silnia                                                             | Babin                                                                   |
| placówki                                                                        | hutor Wilbowieński                                                      | Kuraż                                                                   | Morozówka                                                               | Nowe Miasto                                                             |
| placówki                                                                        | Badówka                                                                 | Kuraż                                                                   | Mikołajówka                                                             | Rzydnówka                                                               |
| placówki                                                                        | hutor Badówka                                                           | Kuraż                                                                   | Kobyle                                                                  | Cegielnia                                                               |
| placówki                                                                        | hutor Dubek                                                             | Borszczówka                                                             | Leśniczówka                                                             | szosa Korzec                                                            |
| placówki                                                                        | Moszczanica Ruska                                                       | Borszczówka                                                             | Storożów                                                                | Szczytnia                                                               |
| placówki                                                                        | Moszczanica Czeska                                                      | Majków                                                                  | Leśniczówka                                                             |                                                                         |
| placówki                                                                        | kol. Choniakowskie poręby 1                                             | las Majków                                                              | Frankopol                                                               |                                                                         |
| placówki                                                                        | kol. Choniakowskie poręby 2                                             | Lidawka                                                                 | Leśniczówka                                                             |                                                                         |
| placówki                                                                        | kol. Baranówka                                                          | Lidawka                                                                 | Uście                                                                   |                                                                         |
| placówki                                                                        | kol. Kuraż 1                                                            | hutor Lidawka                                                           |                                                                         |                                                                         |
| placówki                                                                        | kol. Kuraż 2                                                            | las Majków                                                              |                                                                         |                                                                         |
| placówki                                                                        | hutor Kryłów                                                            |                                                                         |                                                                         |                                                                         |
| placówki                                                                        | hutor Kryłów                                                            |                                                                         |                                                                         |                                                                         |
| Ordre de Bataille 26 batalionu celnego w Milatyniu na dzień 2 października 1922 |                                                                         |                                                                         |                                                                         |                                                                         |
| kompanie                                                                        | 1.Moszczanica                                                           | 2.Majków                                                                | 3.Paszuki                                                               | 4.Wielbowno                                                             |
| dowódcy                                                                         | por. Piotr Borysiewicz                                                  | por. Józef Guzowski                                                     | por. Józef Królik                                                       | por. Seweryn Białkowski                                                 |
| placówki                                                                        | futor Badówka                                                           | Borszczówka                                                             | Lidawka                                                                 | Ostróg                                                                  |
| placówki                                                                        | futor Badówka                                                           | Borszczówka                                                             | Topolów                                                                 | Wielbowno                                                               |
| placówki                                                                        | Dubek                                                                   | Borszczówka                                                             | Paszuki                                                                 | futor Badówka                                                           |
| placówki                                                                        | Moszczanica                                                             | Kuraż                                                                   | Kryłów                                                                  | Badówka                                                                 |
| placówki                                                                        | Moszczanica                                                             | Kuraż                                                                   | futor Kryłów                                                            |                                                                         |
| placówki                                                                        | futor Marjanówka                                                        | Kuraż                                                                   | futor Kryłów                                                            |                                                                         |
| placówki                                                                        | futor Marjanówka                                                        | Kuraż                                                                   | futor Czernica                                                          |                                                                         |
| placówki                                                                        | futor Marjanówka                                                        | Borszczówka                                                             | Czernica                                                                |                                                                         |
| placówki                                                                        | futor Baranówka                                                         | Borszczówka                                                             |                                                                         |                                                                         |
| placówki                                                                        | futor Baranówka                                                         | futor Mokroć                                                            |                                                                         |                                                                         |
| placówki                                                                        | futor Baranówka                                                         | futor Majków                                                            |                                                                         |                                                                         |
| placówki                                                                        | futor Kuraż                                                             | futor Majków                                                            |                                                                         |                                                                         |